# Certima gorgosaria
Certima gorgosaria är en fjärilsart som beskrevs av Charles Oberthür 1911. Certima gorgosaria ingår i släktet Certima och familjen mätare. Inga underarter finns listade i Catalogue of Life.